# Euis Darliah
Euis Darliah, född 5 april 1957 är en indonesisk sångerska numera boende i Sverige.
Hennes stora hit Apanya Dong skrevs av Titiek Puspa. Darliah vann den Indonesiska melodifestivalen 2006. Låten blev i Asien både kritiserad och hyllad på grund av texten och låtens "metalsound".